# 5495 Румянцев
5495 Румянцев (5495 Rumyantsev) — астероїд головного поясу, відкритий 6 вересня 1972 року.
Тіссеранів параметр щодо Юпітера — 3,121.